# ウッディー・ウッドペッカー サマーキャンプ
ウッディー・ウッドペッカー サマーキャンプ（Woody Woodpecker Goes to Camp）は、2024年4月12日にNetflixで公開されたアメリカ合衆国の実写アニメーション映画。ウォルター・ランツ監督の同名のキャラクターを題材とした映画であり、2018年に公開された同名の映画の第2作となる。本作は、ユニバーサル・1440・エンターテインメントとユニバーサル・アニメーション・スタジオとの共同制作である。スティーブン・メイザーとコリー・エドワーズが脚本、ジョン・カイパーがプロデューサーを担当し、ジョン・ローゼンバウムが監督を務めている。ローゼンバウムは、本作に続く第3作も製作するかもしれないとインタビューで述べている。

## キャラクター
| キャラクター               | 担当声優                           | 日本語吹替                                                                            |
| -------------------------- | ---------------------------------- | ------------------------------------------------------------------------------------- |
| ウッディー・ウッドペッカー | エリック・バウザ                   | 林勇                                                                                  |
| バズ・バザード             | ケビン・マイケル・リチャードソン   | 間宮康弘                                                                              |
| マギー                     | クロエ・デ・ロス・サントス         | 山村響                                                                                |
| アンジー                   | メアリー＝ルイーズ・パーカー       | 藤本喜久子                                                                            |
| ウォーリー・ウォーラス     | トム・ケニー                       | 菊池康弘                                                                              |
| ゼイン                     | ジョシュ・ローソン                 |                                                                                       |
| インスペクター             | トム・ケニー                       |                                                                                       |
| JJ                         | サバンナ・ラ・レイン               | 河村梨恵                                                                              |
| ローズ                     | エスター・ソン                     | 杏寺円花                                                                              |
| ガス                       | エヴァン・スタンホープ             | おまたかな                                                                            |
| オーソン                   | ジョージ・ホラハン・キャントウェル |                                                                                       |
| マイキー                   | カーショーン・セオドア             | 岩中睦樹                                                                              |
| デヴィン                   | CC・デュワー                       |                                                                                       |
| カイラー                   | ラス・サミュエル・ウェルド・アブジ |                                                                                       |
| 警察官                     | マックス・デピナ                   |                                                                                       |
| その他                     |                                    | - 中村和正 - 松本沙羅 - 清水優譲 - 西垣俊作 - 宮崎遊 - 依田菜津 - 泊明日菜 - 相馬康一 |
|                            |                                    |                                                                                       |
| 演出                       |                                    | 大浦伸浩                                                                              |
| 翻訳                       |                                    | 石田淳子                                                                              |
| 調整                       |                                    | 猪本純                                                                                |
| スタジオ                   |                                    | オムニバス・ジャパン                                                                  |
| 日本語版制作               |                                    | ACクリエイト                                                                          |

## 日本語版制作スタッフ
- 翻訳 - 石田淳子（吹替）、守口由季（字幕）
- 演出 - 大浦伸浩
- 調整 - 猪本純
- スタジオ - オムニバス・ジャパン
- 録音制作 - ACクリエイト